# Visitas oficiales de jefes de Estado y de Gobierno a España durante la XIV Legislatura
Las visitas oficiales que jefes de Gobierno o de Estado realizan a España durante la XIV Legislatura (iniciada el 3 de diciembre de 2019) se detallan a continuación.

## Características
Las visitas de Estado a España, como las que realizan fuera de España, se realizan mediante invitación del país anfitrión y entre jefes de Estado. Estas visitas, que tienen pueden tener una duración máxima de 3 días, suelen contar con la presencia de los consortes y destacan por los recibimientos con honores y por posteriores comidas o cenas donde asisten las máximas autoridades civiles, militares, eclesiásticas, así como, principales empresarios y personajes de la sociedad civil en algunos casos. Estas visitas de Estado suelen realizarse una sola vez durante el mandato del Jefe del Estado, y siendo posible otra hasta un cambio de mandato
La visita oficial, por su parte, suele ser menos protocolaria, y se realizan por invitación o por solicitud del país extranjero. Pueden realizarlas, en menor duración que las visitas de estado, jefes de Estado, primeros ministros, ministros o representantes de organizaciones internacionales. En muchos casos solo incluye la visita al jefe del gobierno del país anfitrión (en caso de sistemas parlamentarios o semipresidencialistas), especialmente para tratar temas de índole político, económico, social etcétera. Estas visitas oficiales también pueden darse por visitas a instituciones concretas, eventos como ferias internacionales, congresos, festividades patrias, ceremonias...

## Visitas de estado a España
Las visitas estatales a España se llevan a cabo con la participación del Rey de España. Los eventos del día comienzan cuando el dignatario visitante llega en un vehículo especial al Palacio Real de Madrid en la capital española de Madrid. A medida que llega el dignatario, las unidades de la Guardia Real se preparan para el inicio de la ceremonia. La ceremonia comienza con todas las unidades presentando armas al sonar una saludo real, con la ejecución del himno nacional del país invitado y después del himno nacional español, la Marcha Real. Luego comienzan su inspección, revisando la infantería así como las unidades montadas. Una vez que se completa la revisión, se lleva a cabo un gran desfile militar en el patio del palacio con las bandas en masa que tocan música militar a medida que las unidades avanzan.

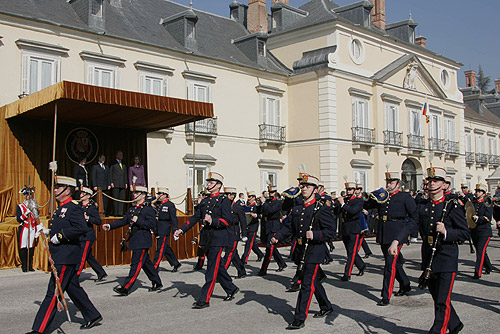
Banda Militar durante una visita de estado para el Presidente de Rusia Vladímir Putin.

La otra ceremonia estatal notable que se lleva a cabo en el palacio es la cena estatal, organizada por el Rey, a la que asisten el dignatario visitante, su delegación, la Familia Real Española, el presidente del Gobierno y otras autoridades del Estado. Durante el transcurso de la visita, el líder visitante puede pronunciar un discurso en una sesión conjunta de Cortes Generales.

## Autoridades españolas
La Jefatura del Estado la ejerce el monarca Felipe VI, desde el 2 de junio de 2014. La Jefatura del Gobierno recae nuevamente en el presidente del Gobierno, Pedro Sánchez del PSOE.
- Gobierno en funciones: 3 de diciembre de 2019 - 7 de enero de 2020
- Gobierno de Pedro Sánchez: 7 de enero de 2020 - actualidad

## Cronología
| Fecha             | País u Organización                                                                  | Jefe de Estado, de Gobierno o Representante                                                  | Motivo |
| ----------------- | ------------------------------------------------------------------------------------ | -------------------------------------------------------------------------------------------- | --- |
| 2019              |                                                                                      |                                                                                              | |
| 2-13 de diciembre | Diferentes jefes de Estado y de Gobierno con motivo de la COP 25 celebrada en Madrid | Diferentes jefes de Estado y de Gobierno con motivo de la COP 25 celebrada en Madrid         | Diferentes jefes de Estado y de Gobierno con motivo de la COP 25 celebrada en Madrid                                    |
| 2020              |                                                                                      |                                                                                              | |
| 30 de enero       | Unión Europea                                                                        | Jefe negociador de la Unión Europea para el Brexit Michel Barnier                            | Visita oficial |
| 4 de febrero      | Argentina                                                                            | Presidente de la República Alberto Fernández                                                 | Visita de Estado |
| 1 de julio        | Portugal                                                                             | Presidente de la República Marcelo Rebelo da Sousa                                           | Ceremonia de reapertura de la frontera hispano-lusa en Badajoz.                                                         |
| 1 de julio        | Portugal                                                                             | Primer ministro António Costa                                                                | Ceremonia de reapertura de la frontera hispano-lusa en Badajoz.                                                         |
| 8 de julio        | Italia                                                                               | Presidente del Consejo de Ministros Giuseppe Conte                                           | Visita oficial |
| 15-16 de julio    | Unión Europea                                                                        | Presidenta de la Comisión Europea Ursula von der Leyen                                       | Asistencia a la ceremonia de Estado en homenaje a las víctimas de la pandemia del COVID-19 en España.                   |
| 15-16 de julio    | Unión Europea                                                                        | Presidente del Consejo Europeo Charles Michel                                                | Asistencia a la ceremonia de Estado en homenaje a las víctimas de la pandemia del COVID-19 en España.                   |
| 15-16 de julio    | Unión Europea                                                                        | Alto representante de la Unión para Asuntos Exteriores y Política de Seguridad Josep Borrell | Asistencia a la ceremonia de Estado en homenaje a las víctimas de la pandemia del COVID-19 en España.                   |
| 15-16 de julio    | OTAN                                                                                 | Secretario General Jens Stoltenberg                                                          | Asistencia a la ceremonia de Estado en homenaje a las víctimas de la pandemia del COVID-19 en España.                   |
| 15-16 de julio    | OMS                                                                                  | Director General Tedros Adhanom                                                              | Asistencia a la ceremonia de Estado en homenaje a las víctimas de la pandemia del COVID-19 en España.                   |
| 29 de octubre     | SEGIB                                                                                | Secretaria General Rebeca Grynspan Mayufis                                                   | |
| 25 de noviembre   | Italia                                                                               | Presidente del Consejo de Ministros Giuseppe Conte                                           | XIX Cumbre hispano-italiana                                                                                             |
| 2021              |                                                                                      |                                                                                              | |
| 12 de febrero     | Naciones Unidas                                                                      | Alto Comisionado para los Refugiados Filippo Grandi                                          | |
| 8 de marzo        | Estonia                                                                              | Presidenta de la República Kersti Kaljulaid                                                  | Visita de Estado |
| 29 de marzo       | Ghana                                                                                | Presidente de la República Nana Akufo-Addo                                                   | Foco África 2023 |
| 19 de abril       | República Dominicana                                                                 | Presidente de la República Luis Abinader                                                     | Visita de Estado |
| 19 de abril       | Guatemala                                                                            | Presidente de la República Alejandro Giammattei                                              | Visita de Estado |
| 11 de mayo        | Argentina                                                                            | Presidente de la República Alberto Fernández                                                 | Visita de Estado |
| 12 de mayo        | Macedonia del Norte                                                                  | Primer ministro Zoran Zaev                                                                   | Visita oficial |
| 13 de mayo        | OCDE                                                                                 | Secretario General José Ángel Gurría                                                         | |
| 20 de mayo        | Georgia                                                                              | Primer ministro Irakli Garibashvili                                                          | Visita oficial |
| 31 de mayo        | Polonia                                                                              | Primer ministro Mateusz Morawiecki                                                           | XIII Cumbre hispano-polaca                                                                                              |
| 4 de junio        | Portugal                                                                             | Presidente de la República Marcelo Rebelo da Sousa                                           | Ceremonia para la candidatura conjunta del Mundial de fútbol de 2030.                                                   |
| 4 de junio        | Portugal                                                                             | Primer ministro António Costa                                                                | Ceremonia para la candidatura conjunta del Mundial de fútbol de 2030.                                                   |
| 15-16 de junio    | Corea del Sur                                                                        | Presidente de la República Moon Jae-in                                                       | Visita de Estado |
| 18 de junio       | Italia                                                                               | Presidente del Consejo de Ministros Mario Draghi                                             | XVIII Foro diálogo Italia-España                                                                                        |
| 2 de julio        | Naciones Unidas                                                                      | Secretario General António Guterres                                                          | Visita oficial |
| 6 de septiembre   | SEGIB                                                                                | Secretaria General Rebeca Grynspan Mayufis                                                   | |
| 7 de septiembre   | Chile                                                                                | Presidente de la República Sebastián Piñera                                                  | Visita de Estado |
| 16 de septiembre  | Colombia                                                                             | Presidente de la República Iván Duque                                                        | Visita de Estado |
| 28 de septiembre  | Angola                                                                               | Presidente de la República João Lourenço                                                     | Visita de Estado |
| 1 de octubre      | Portugal                                                                             | Primer Ministro António Costa                                                                | III Foro La Toja-Vínculo Atlántico                                                                                      |
| 4 de octubre      | Albania                                                                              | Primer Ministro Edi Rama                                                                     | Visita oficial |
| 8 de octubre      | OTAN                                                                                 | Secretario General Jens Stoltenberg                                                          | Visita oficial |
| 18 de octubre     | Bélgica                                                                              | Primer Ministro Alexander De Croo                                                            | Visita oficial |
| 28 de octubre     | Portugal                                                                             | Primer Ministro António Costa                                                                | XXXII Cumbre Hispano-Portuguesa                                                                                         |
| 4 de noviembre    | Ecuador                                                                              | Presidente de la República Guillermo Lasso                                                   | Visita de Estado |
| 11 de noviembre   | BID                                                                                  | Presidente Mauricio Claver-Carone                                                            | Visita oficial |
| 16 de noviembre   | Italia                                                                               | Presidente de la República Sergio Mattarella                                                 | Visita de Estado |
| 9 de diciembre    | Chipre                                                                               | Presidente de la República Nicos Anastasiades                                                | Visita de Estado |
| 10 de diciembre   | Francia                                                                              | Primer ministro Jean Castex                                                                  | Visita oficial |
| 2022              |                                                                                      |                                                                                              | |
| 17 de enero       | Alemania                                                                             | Canciller Olaf Scholz                                                                        | Visita oficial |
| 20 de enero       | República Dominicana                                                                 | Presidente de la República Luis Abinader                                                     | Visita de Estado |
| 26 de enero       | Finlandia                                                                            | Primera ministra Sanna Marin                                                                 | Visita oficial |
| 9 de febrero      | Bosnia y Herzegovina                                                                 | Presidente de la presidencia colegiada Željko Komšić                                         | Visita oficial |
| 21 de febrero     | Dinamarca                                                                            | Primera ministra Mette Frederiksen                                                           | Visita oficial |
| 23 de febrero     | Serbia                                                                               | Presidente de la República Aleksandar Vučić                                                  | Visita de Estado |
| 5 de marzo        | Unión Europea                                                                        | Presidenta de la Comisión Europea Ursula von der Leyen                                       | Visita oficial por la la situación en Ucrania                                                                           |
| 16 de marzo       | Croacia                                                                              | Primer ministro Andrej Plenković                                                             | Visita oficial |
| 17 de marzo       | Mauritania                                                                           | Presidente de la República Mohamed Ould Ghazouani                                            | Visita de Estado |
| 28 de marzo       | Costa Rica                                                                           | Presidente de la República Carlos Alvarado                                                   | Visita de Estado |
| 30 de marzo       | Países Bajos                                                                         | Primer ministro Mark Rutte                                                                   | Visita oficial |
| 28 de abril       | Bulgaria                                                                             | Presidente de la República Rumen Radev                                                       | Visita de Estado |
| 6 de mayo         | Unión Europea                                                                        | Presidenta de la Comisión Europea Ursula von der Leyen                                       | Visita oficial Recibe un premio del Círculo de Economía                                                                 |
| 10 de mayo        | Argentina                                                                            | Presidente de la República Alberto Fernández                                                 | Visita de Estado |
| 16-18 de mayo     | Catar                                                                                | Emir Tamim bin Hamad Al Thani                                                                | Visita de Estado |
| 19 de mayo        | Naciones Unidas                                                                      | Alta Comisionada para los Derechos Humanos Michelle Bachelet                                 | Visita oficial |
| 26 de mayo        | Portugal                                                                             | Primer ministro António Costa                                                                | Visita oficial |
| 29-30 de mayo     | OTAN                                                                                 | Secretario General Jens Stoltenberg                                                          | Preparación de la Cumbre de Madrid de 2022 Asistencia a la conmemoración de los 40 años de entrada de España en la OTAN |
| 1 de junio        | Nigeria                                                                              | Presidente de la República Muhammadu Buhari                                                  | Visita de Estado |
| 13 de junio       | Letonia                                                                              | Primer ministro Arturs Krišjānis Kariņš                                                      | Visita oficial |
| 29-30 de junio    | Unión Europea                                                                        | Presidenta de la Comisión Europea Ursula von der Leyen                                       | Asistencia a la Cumbre de Madrid de 2022                                                                                |
| 29-30 de junio    | Unión Europea                                                                        | Presidente del Consejo Europeo Charles Michel                                                | Asistencia a la Cumbre de Madrid de 2022                                                                                |
| 29-30 de junio    | Unión Europea                                                                        | Alto representante de la Unión para Asuntos Exteriores y Política de Seguridad Josep Borrell | Asistencia a la Cumbre de Madrid de 2022                                                                                |
| 29-30 de junio    | OTAN                                                                                 | Secretario General Jens Stoltenberg                                                          | Asistencia a la Cumbre de Madrid de 2022                                                                                |
| 29-30 de junio    | Bélgica                                                                              | Primer ministro Alexander De Croo                                                            | Asistencia a la Cumbre de Madrid de 2022                                                                                |
| 29-30 de junio    | Países Bajos                                                                         | Primer ministro Mark Rutte                                                                   | Asistencia a la Cumbre de Madrid de 2022                                                                                |
| 29-30 de junio    | Luxemburgo                                                                           | Primer ministro Xavier Bettel                                                                | Asistencia a la Cumbre de Madrid de 2022                                                                                |
| 29-30 de junio    | Italia                                                                               | Primer ministro Mario Draghi                                                                 | Asistencia a la Cumbre de Madrid de 2022                                                                                |
| 29-30 de junio    | Portugal                                                                             | Primer ministro António Costa                                                                | Asistencia a la Cumbre de Madrid de 2022                                                                                |
| 29-30 de junio    | Francia                                                                              | Presidente de la República Emmanuel Macron                                                   | Asistencia a la Cumbre de Madrid de 2022                                                                                |
| 29-30 de junio    | Noruega                                                                              | Primer ministro Jonas Gahr Støre                                                             | Asistencia a la Cumbre de Madrid de 2022                                                                                |
| 29-30 de junio    | Dinamarca                                                                            | Primera ministra Mette Frederiksen                                                           | Asistencia a la Cumbre de Madrid de 2022                                                                                |
| 29-30 de junio    | Islandia                                                                             | Primera ministra Katrín Jakobsdóttir                                                         | Asistencia a la Cumbre de Madrid de 2022                                                                                |
| 29-30 de junio    | Reino Unido                                                                          | Primer ministro Boris Johnson                                                                | Asistencia a la Cumbre de Madrid de 2022                                                                                |
| 29-30 de junio    | Estados Unidos                                                                       | Presidente de la República Joe Biden                                                         | Asistencia a la Cumbre de Madrid de 2022                                                                                |
| 29-30 de junio    | Canadá                                                                               | Primer ministro Justin Trudeau                                                               | Asistencia a la Cumbre de Madrid de 2022                                                                                |
| 29-30 de junio    | Turquía                                                                              | Presidente de la República Recep Tayyip Erdoğan                                              | Asistencia a la Cumbre de Madrid de 2022                                                                                |
| 29-30 de junio    | Grecia                                                                               | Primer ministro Kyriakos Mitsotakis                                                          | Asistencia a la Cumbre de Madrid de 2022                                                                                |
| 29-30 de junio    | Alemania                                                                             | Canciller Olaf Scholz                                                                        | Asistencia a la Cumbre de Madrid de 2022                                                                                |
| 29-30 de junio    | Polonia                                                                              | Primer ministro Mateusz Morawiecki                                                           | Asistencia a la Cumbre de Madrid de 2022                                                                                |
| 29-30 de junio    | República Checa                                                                      | Primer ministro Petr Fiala                                                                   | Asistencia a la Cumbre de Madrid de 2022                                                                                |
| 29-30 de junio    | Hungría                                                                              | Primer ministro Viktor Orbán                                                                 | Asistencia a la Cumbre de Madrid de 2022                                                                                |
| 29-30 de junio    | Eslovaquia                                                                           | Primer ministro Eduard Heger                                                                 | Asistencia a la Cumbre de Madrid de 2022                                                                                |
| 29-30 de junio    | Eslovenia                                                                            | Primer ministro Robert Golob                                                                 | Asistencia a la Cumbre de Madrid de 2022                                                                                |
| 29-30 de junio    | Estonia                                                                              | Primera ministra Kaja Kallas                                                                 | Asistencia a la Cumbre de Madrid de 2022                                                                                |
| 29-30 de junio    | Letonia                                                                              | Primer ministro Arturs Krišjānis Kariņš                                                      | Asistencia a la Cumbre de Madrid de 2022                                                                                |
| 29-30 de junio    | Lituania                                                                             | Primera ministra Ingrida Šimonytė                                                            | Asistencia a la Cumbre de Madrid de 2022                                                                                |
| 29-30 de junio    | Rumania                                                                              | Primer ministro Nicolae Ciucă                                                                | Asistencia a la Cumbre de Madrid de 2022                                                                                |
| 29-30 de junio    | Bulgaria                                                                             | Primer ministro Kiril Petkov                                                                 | Asistencia a la Cumbre de Madrid de 2022                                                                                |
| 29-30 de junio    | Croacia                                                                              | Primer ministro Andrej Plenkovic                                                             | Asistencia a la Cumbre de Madrid de 2022                                                                                |
| 29-30 de junio    | Albania                                                                              | Primer ministro Edi Rama                                                                     | Asistencia a la Cumbre de Madrid de 2022                                                                                |
| 29-30 de junio    | Montenegro                                                                           | Primer ministro Dritan Abazović                                                              | Asistencia a la Cumbre de Madrid de 2022                                                                                |
| 29-30 de junio    | Macedonia del Norte                                                                  | Primer ministro Dimitar Kovacevski                                                           | Asistencia a la Cumbre de Madrid de 2022                                                                                |
| 29-30 de junio    | Finlandia                                                                            | Primera ministra Sanna Marin                                                                 | Asistencia a la Cumbre de Madrid de 2022                                                                                |
| 29-30 de junio    | Suecia                                                                               | Primera ministra Magdalena Andersson                                                         | Asistencia a la Cumbre de Madrid de 2022                                                                                |
| 29-30 de junio    | Ucrania                                                                              | Primer ministro Volodímir Zelenski                                                           | Asistencia a la Cumbre de Madrid de 2022                                                                                |
| 29-30 de junio    | Irlanda                                                                              | Primer ministro Micheál Martin                                                               | Asistencia a la Cumbre de Madrid de 2022                                                                                |
| 29-30 de junio    | Austria                                                                              | Canciller Karl Nehammer                                                                      | Asistencia a la Cumbre de Madrid de 2022                                                                                |
| 29-30 de junio    | Malta                                                                                | Primer ministro Robert Abela                                                                 | Asistencia a la Cumbre de Madrid de 2022                                                                                |
| 29-30 de junio    | Chipre                                                                               | Presidente de la República Nikos Anastasiadis                                                | Asistencia a la Cumbre de Madrid de 2022                                                                                |
| 29-30 de junio    | Australia                                                                            | Primer ministro Anthony Albanese                                                             | Asistencia a la Cumbre de Madrid de 2022                                                                                |
| 29-30 de junio    | Nueva Zelanda                                                                        | Primera ministra Jacinda Ardern                                                              | Asistencia a la Cumbre de Madrid de 2022                                                                                |
| 29-30 de junio    | Japón                                                                                | Primer ministro Fumio Kishida                                                                | Asistencia a la Cumbre de Madrid de 2022                                                                                |
| 29-30 de junio    | Corea del Sur                                                                        | Presidente de la República Yoon Suk Yeol                                                     | Asistencia a la Cumbre de Madrid de 2022                                                                                |
| 29-30 de junio    | Georgia                                                                              | Primer ministro Irakli Garibashvili                                                          | Asistencia a la Cumbre de Madrid de 2022                                                                                |
| 29-30 de junio    | Bosnia y Herzegovina                                                                 | Presidente de la presidencia colegiada Željko Komšić                                         | Asistencia a la Cumbre de Madrid de 2022                                                                                |
| 29-30 de junio    | Mauritania                                                                           | Primer ministro Mohammed Ould Bilal                                                          | Asistencia a la Cumbre de Madrid de 2022                                                                                |
| 29-30 de junio    | Jordania                                                                             | Primer ministro Bisher Al-Khasawneh                                                          | Asistencia a la Cumbre de Madrid de 2022                                                                                |
| 22 de julio       | Andorra                                                                              | Primer ministro Xavier Espot Zamora                                                          | Visita oficial |
| 5 de octubre      | Alemania                                                                             | Canciller Olaf Scholz                                                                        | Asiste a la XXV Cumbre Hispano-Alemana                                                                                  |
| 3 de noviembre    | Paraguay                                                                             | Presidente de la República Mario Abdo                                                        | Visita de Estado |
| 21 de noviembre   | OTAN                                                                                 | Secretario General Jens Stoltenberg                                                          | Asistencia a la Asamblea Parlamentaria de la OTAN                                                                       |
| 2023              |                                                                                      |                                                                                              | |
| 19 de enero       | Francia                                                                              | Presidente de la República Emmanuel Macron                                                   | Asiste a la XXVII Cumbre Hispano-Francesa                                                                               |
| 15 de marzo       | Portugal                                                                             | Primer Ministro Antonio Costa                                                                | Encuentro bilateral España-Portugal                                                                                     |
| 25 - 26 de abril  | Brasil                                                                               | Presidente de la República Lula da Silva                                                     | Visita oficial |
| 2 - 4 de mayo     | Colombia                                                                             | Presidente de la República Gustavo Petro                                                     | Visita de Estado |
| 10 de mayo        | Lituania                                                                             | Presidente de la República Gitanas Nausėda                                                   | Visita oficial |
| 5 de junio        | Suecia                                                                               | Primer Ministro Ulf Kristersson                                                              | Visita oficial |
| 13 - 14 de junio  | Países Bajos                                                                         | Rey Guillermo Alejandro                                                                      | Presentación del corredor marítimo Algeciras-Rotterdam                                                                  |
| 15 de junio       | Angola                                                                               | Presidente de la República João Lourenço                                                     | Visita oficial |
| 19 - 20 de junio  | Jordania                                                                             | Rey Abdalá II                                                                                | Visita oficial |
| 2 - 3 de julio    | Unión Europea                                                                        | Presidente del Consejo Europeo Charles Michel                                                | Visita oficial |
| 3 de julio        | Unión Europea                                                                        | Presidenta de la Comisión Europea Ursula von der Leyen                                       | Visita oficial |
| 14 de julio       | Chile                                                                                | Presidenta de la República Gabriel Boric                                                     | Visita oficial |

## Pandemia del Covid-19
Una de las características de este periodo fue la pandemia del Covid-19 que dado que afectó a casi todos los países del mundo, a partir del mes de marzo, paralizó todas las visitas oficiales entre países, motivado por el alto grado de contagio entre humanos y las políticas de aislamiento (cierre de fronteras y confinamiento) que decretaron muchos estados. Por esto muchas de las reuniones se celebraron vía videoconferencia, como la reunión del Consejo Europeo o la del presidente Sánchez con líderes iberoamericanos. A partir de los meses de junio y julio, estas restricciones fueron levantadas con lo que se reiniciaron los viajes oficiales entre las autoridades mundiales, especialmente entre autoridades de la Unión Europea.

## Número de visitas por país
A continuación se enumeran las visitas que han realizado por países y continentes. No se incluyen las visitas realizadas por miembros de organizaciones supranacionales.
| África                                          | América | Asia                                               | Europa | Oceanía                         |
| ----------------------------------------------- | --- | -------------------------------------------------- | --- | ------------------------------- |
| Angola (2) Ghana (1) Mauritania (2) Nigeria (1) | Argentina (3) · Brasil (1) · Canadá (1) · Chile (2) · Colombia (2) · Costa Rica (1) · Ecuador (1) · Estados Unidos (1) · Guatemala (1) · Paraguay (1) · República Dominicana (2) · | Catar (1) Corea del Sur (2) Japón (1) Jordania (2) | Albania (2) · Alemania (3) · Austria (1) · Andorra (1) · Bélgica (2) · Bosnia y Herzegovina (2) · Bulgaria (2) · Chipre (2) · Croacia (2) · Dinamarca (2) · Eslovaquia (1) · Eslovenia (1) · Estonia (2) · Finlandia (2) · Francia (3) · Georgia (2) · Grecia (1) · Hungría (1) · Irlanda (1) · Islandia (1) · Italia (5) · Letonia (2) · Lituania (2) · Luxemburgo (1) · Malta (1) · Macedonia del Norte (2) · Montenegro (1) · Noruega (1) · Países Bajos (3) · Polonia (2) · Portugal (7) · Reino Unido (1) · República Checa (1) · Rumania (1) · Serbia (1) · Suecia (2) · Turquía (1) · | Australia (1) Nueva Zelanda (1) |
| 4 países 6 visitas                              | 11 países 16 visitas | 4 países 6 visitas                                 | 37 países 67 visitas | 2 países 2 visitas              |